# Стойне у костенурка
„Стойне у костенурка“ е български игрален филм (комедия) от 1941 година, Сценарист и режисьор Борис Борозанов. Оператор е Георги Парлапанов.

## Сюжет
Селският момък Стойне отива войник. Придружава го баща му Рангел. По пътя се появяват танкове. Рангел с учудване наблюдава модерната военна техника. Обхванат от патриотични чувства, той си припомня войните, в които е участвал, и съжалява, че тогава са нямали такива „костенурки“. Стойне обяснява, че за да се купи всичко това, са необходими пари. За тази цел е открит и вътрешен държавен заем. Над главите им прелитат самолети.
В града. Край тях отново минават танкове, оръдия, военна техника. Рангел предава Стойне в ръцете на фелдфебела и обещава, че щом трябва, ще купи танк за сина си.
Рангел е у дома си. От скрина вади торбичка с пари.
В банката чиновник брои парите, предназначени за новото въоръжаване на страната.
Самолети в небето, танкове, оръдия. Отварят се люковете на един от танковете и оттам се появяват Рангел и Стойне. Бащата започва да стреля с картечницата..., но се оказва, че това е само мечта – жена му изненадана го заварва, хванал рамката на кревата. Тя започва да му се кара и недоумява за какви костенурки става дума. Рангел и разказва всичко. Двамата щастливо се прегръщат. Синът им Стойне с широка усмивка управлява своя танк.

## Състав

### Актьорски състав
| Роля             | Изпълнител       |
| ---------------- | ---------------- |
| Рангел           | Пантелей Хранов  |
| жената на Рангел | Надежда Костова  |
| Стойне           | Аспарух Темелков |
| фелдфебелът      | Иван Попов       |

### Творчески и технически екип
| Режисьор  | Борис Борозанов              |
| Сценарист | Борис Борозанов              |
| Оператор  | Георги Парлапанов            |
| Тон       | Георги Палапанов Кирил Попов |
| Монтаж    | Кирил Попов                  |
| Тонкопие  | Луна филм                    |